# 14-XX
Classificazione delle ricerche matematiche: sezioni di livello 1

00-XX 01 03 05 06 08 | 11 12 13 14 15 16 17 18 19 20 22 | 26 28 30 31 32 33 34 35 37 39 40 41 42 43 44 45 46 47 49 | 
 51 52 53 54 55 57 58 | 60 62 65 68 | 70 74 76 78 | 80 81 82 83 85 86 | 90 91 92 93 94 97-XX
14-XX è la sigla della sezione primaria dello schema di classificazione MSC dedicata alla geometria algebrica.
Questa pagina presenta la struttura ad albero delle sue sottosezioni secondarie e terziarie.

## 14-XX
geometria algebrica
- 14-00 opere di riferimento generale (manuali, dizionari, bibliografie ecc.)
- 14-01 esposizione didattica (libri di testo, articoli tutoriali ecc.)
- 14-02 presentazione di ricerche (monografie, articoli di rassegna)
- 14-03 opere storiche {!va assegnato almeno un altro numero di classificazione della sezione 01-XX}
- 14-04 calcolo automatico esplicito e programmi (non teoria della computazione o della programmazione)
- 14-06 atti, conferenze, collezioni ecc.

## 14Axx
fondamenti
- 14A05 algebra commutativa rilevante [vedi anche 13-XX]
- 14A10 varietà e morfismi
- 14A15 schemi e morfismi
- 14A20 generalizzazioni (spazi algebrici, stacks?)
- 14A22 geometria algebrica non commutativa
- 14A25 questioni elementari
- 14A99 argomenti diversi dai precedenti, ma in questa sezione

## 14Bxx
teoria locale
- 14B05 singolarità [vedi anche 14E15, 14H20, 32Sxx, 58Kxx]
- 14B07 deformazioni di singolarità [vedi anche 14D15, 32S30]
- 14B10 metodi infinitesimali [vedi anche 13D10]
- 14B12 teoria della deformazione locale, approssimazione di Artin ecc. [vedi anche 13B40, 13D10]
- 14B15 coomologia locale [vedi anche 13D45, 32C36]
- 14B20 intorni formali
- 14B25 struttura locale dei morfismi: étale, piatta ecc. [vedi anche 13B40]
- 14B99 argomenti diversi dai precedenti, ma in questa sezione

## 14Cxx
cicli e sottoschemi
- 14C05 parametrizzazione (schemi di Chow e di Hilbert)
- 14C15 gruppi ed anelli di Chow
- 14C17 teoria dell'intersezione, classi caratteristiche, molteplicità delle intersezioni [vedi anche 13H15]
- 14C20 divisori, sistemi lineari, fasci invertibili
- 14C21 fasci?, reti, tessuti [vedi anche 53A60]
- 14C22 gruppi di Picard
- 14C25 cicli algebrici
- 14C30 metodi trascendenti, teoria di Hodge [vedi anche 14D07, 32G20, 32J25, 32S35], congettura di Hodge
- 14C34 problema di Torelli [vedi anche 32G20]
- 14C35 applicazioni dei metodi della K-teoria algebrica [vedi anche 19Exx]
- 14C40 teoremi di Riemann-Roch [vedi anche 19E20, 19L10]
- 14C99 argomenti diversi dai precedenti, ma in questa sezione

## 14Dxx
famiglie, fibrazioni
- 14D05 struttura delle famiglie (di Picard-Lefschetz, monodromia ecc.)
- 14D06 fibrazioni, degenerazioni
- 14D07 variazione delle strutture di Hodge [vedi anche 32G20]
- 14D10 campi base aritmetici (finiti, locali, globali)
- 14D15 metodi formali; deformazioni [vedi anche 13D10, 14B07, 32Gxx]
- 14D20 problemi di moduli algebrici, moduli di fibrati vettoriali {per problemi di moduli analitici, vedi 32G13}
- 14D21 applicazioni dei fibrati vettoriali e degli spazi di moduli nella fisica matematica (teoria dei torsri?twistors, istantoni, teoria quantistica dei campi)
- 14D22 spazi di moduli fini e grossolani
- 14D23 problemi di stacks a moduli
- 14D24 programma geometrico di Langlands: aspetti algebrico-geometrici, vedi anche 22E57]
- 14D99 argomenti diversi dai precedenti, ma in questa sezione

## 14Exx
geometria birazionale
- 14E05 mappe?applicazioni razionali e birazionali
- 14E07 automorfismi birazionali, gruppo di Cremona e generalizzazioni
- 14E08 questioni di razionalità
- 14E15 teoria globale e risoluzione delle singolarità [vedi anche 14B05, 32S20, 32S45]
- 14E16 corrispondenza di McKay
- 14E18 archi e integrazione motivica
- 14E20 rivestimenti [vedi anche 14H30]
- 14E22 problemi di ramificazione [vedi anche 11S15]
- 14E25 immersioni
- 14E30 programma dei modelli minimali (teoria di Mori, raggi estremali)
- 14E99 argomenti diversi dai precedenti, ma in questa sezione

## 14Fxx
teoria della omologia e della coomologia
[vedi anche 13Dxx]
- 14F05 fibrati vettoriali, fasci, costruzioni collegate [vedi anche 14H60, 14J60, 18F20, 32Lxx, 46M20]
- 14F10 differenziali ed altri fasci speciali [vedi anche 13Nxx, 32C38]
- 14F17 teoremi di annullamento [vedi anche 32L20]
- 14F18 ideali di moltiplicatori
- 14F20 topologia e coomologia ètale ed altre topologie e coomologie di Grothendieck
- 14F22 gruppi di Brauer di schemi [vedi anche 12G05, 16K50]
- 14F25 coomologia reale classica e coomologia complessa
- 14F30 coomologia p-adica, coomologia cristallina
- 14F35 teoria dell'omotopia; gruppi fondamentali [vedi anche 14H30]
- 14F40 coomologia di de Rham [vedi anche 14C30, 32C35, 32L10]
- 14F42 coomologia dei motivi
- 14F43 altre omologie e coomologie algebrico-geometriche (e.g., di intersezione?, equivariante, omologie e coomologie di Lawson)
- 14F45 proprietà topologiche
- 14F99 argomenti diversi dai precedenti, ma in questa sezione

## 14Gxx
problemi aritmetici, geometria diofantea
[vedi anche 11Dxx, 11Gxx]
- 14G05 punti razionali
- 14G10 funzioni zeta e questioni collegate [vedi anche 11G40] (congettura di Birch-Swinnerton-Dyer)
- 14G15 campi base finiti
- 14G17 campi base di caratteristica positiva
- 14G20 campi base locali
- 14G22 geometria analitica rigida
- 14G25 campi base globali
- 14G27 altri campi base non algebricamente chiusi
- 14G32 gruppi profiniti universali (collegamenti con gli spazi di moduli, torri proiettive e di moduli)
- 14G35 varietà modulari e di Shimura [vedi anche 11F41, 11F46, 11G18]
- 14G40 varietà aritmetiche e schemi aritmetici; teoria di Arakelov; altezze
- 14G50 applicazioni alla teoria dei codici ed alla crittografia [vedi anche 94B27, 94B40]
- 14G99 argomenti diversi dai precedenti, ma in questa sezione

## 14Hxx
curve
- 14H05 funzioni algebriche; campi di funzioni [vedi anche 11R58]
- 14H10 famiglie di curve algebriche, moduli (punto di vista algebrico)
- 14H15 famiglie di curve analitiche, moduli (punto di vista analitico) [vedi anche 30F10, 32Gxx]
- 14H20 singolarità, anelli locali [vedi anche 13Hxx, 14B05]
- 14H25 campi base aritmetici [vedi anche 11Dxx, 11G05, 14Gxx]
- 14H30 rivestimenti, gruppo fondamentale [vedi anche 14E20, 14F35]
- 14H37 automorfismi
- 14H40 jacobiane, varietà di Prym [vedi anche 32G20]
- 14H42 funzioni theta; problema di Schottky [vedi anche 14K25, 32G20]
- 14H45 curve speciali e curve di genere piccolo
- 14H50 curve nel piano e nello spazio
- 14H51 divisori speciali (gonalità, teoria di Brill-Noether)
- 14H52 curve ellittiche [vedi anche 11G05, 11G07, 14Kxx]
- 14H55 superfici di Riemann; punti di Weierstrass; sequenze di lacune [vedi anche 30Fxx]
- 14H57 teoria dei dessins d'enfants [per gli aspetti aritmetici, vedi 11G32]
- 14H60 fibrati vettoriali su curve e loro moduli [vedi anche 14D20, 14F05]
- 14H70 collegamenti con i sistemi integrabili
- 14H81 collegamenti con la fisica
- 14H99 argomenti diversi dai precedenti, ma in questa sezione

## 14Jxx
superfici e varietà di dimensione superiore
{per la teoria analitica, vedi 32Jxx}
- 14J10 famiglie, moduli, classificazione: teoria algebrica
- 14J15 moduli, classificazione: teoria analitica; collegamenti con le forme modulari [vedi anche 32G13]
- 14J17 singolarità [vedi anche 14B05, 14E15]
- 14J20 campi base aritmetici [vedi anche 11Dxx, 11G25, 11G35, 14Gxx]
- 14J25 superfici speciali {per le superfici modulari di Hilbert, vedi 14G35}
- 14J26 superfici razionali e rigate
- 14J27 superfici ellittiche
- 14J28 superfici K3 e superfici di Enriques
- 14J29 superfici di tipo generale
- 14J30 varietà tridimensionali
- 14J32 varietà di Calabi-Yau, simmetria speculare
- 14J33 simmetria speculare [vedi anche 11G42, 53D37]
- 14J35 varietà quadridimensionali
- 14J40 varietà n-dimensionali ($n>4$)
- 14J45 varietà di Fano
- 14J50 automorfismi di superfici e di varietà di dimensione superiore
- 14J60 fibrati vettoriali sulle superfici e sulle varietà di dimensione superiore, loro moduli [vedi anche 14D20, 14F05, 32Lxx]
- 14J70 ipersuperfici
- 14J80 topologia delle superfici (polinomi di Donaldson, invarianti di Seiberg-Witten)
- 14J81 collegamenti con la fisica
- 14J99 argomenti diversi dai precedenti, ma in questa sezione

## 14Kxx
varietà abeliane e schemi abeliani
- 14K02 isogenie
- 14K05 teoria algebrica
- 14K10 moduli algebrici, classificazione [vedi anche 11G15]
- 14K12 sottovarietà
- 14K15 campi base aritmetici [vedi anche 11Dxx, 11Fxx, 11Gxx, 14Gxx]
- 14K20 teoria analitica; integrali e differenziali abeliani
- 14K22 moltiplicazione complessa [vedi anche 11G15]
- 14K25 funzioni theta [vedi anche 14H42]
- 14K30 schemi di Picard, jacobiane superiori [vedi anche 14H40, 32G20]
- 14K99 argomenti diversi dai precedenti, ma in questa sezione

## 14Lxx
gruppi algebrici
{per i gruppi algebrici lineari, vedi 20Gxx. per le algebre di Lie, vedi 17B45}
- 14L05 gruppi formali, gruppi p-divisibili [vedi anche 55N22]
- 14L10 varietà gruppali
- 14L15 schemi gruppali
- 14L17 gruppi algebrici affini, costruzioni di iperalgebre [vedi anche 17B45, 18D35]
- 14L25 teoria geometrica degli invarianti [vedi anche 13A50]
- 14L30 azioni di gruppo sulle varietà o sugli schemi (quozienti) [vedi anche 13A50, 14L25]
- 14L35 gruppi classici (aspetti geometrici) [vedi anche 20Gxx, 51N30]
- 14L40 altri gruppi algebrici (aspetti geometrici)
- 14L99 argomenti diversi dai precedenti, ma in questa sezione

## 14Mxx
varietà speciali
- 14M05 varietà definite mediante condizioni sugli anelli (fattoriali, di Cohen-Macaulay, seminormali) [vedi anche 13C14, 13F45, 13H10]
- 14M06 collegamento?linkage [vedi anche 13C40]
- 14M07 problemi di piccola codimensione
- 14M10 intersezioni complete [vedi anche 13C40]
- 14M12 varietà determinantali [vedi anche 13C40]
- 14M15 grassmanniane, varietà di Schubert, varietà di bandiere [vedi anche 32M10, 51M35]
- 14M17 spazi omogenei e generalizzazioni [vedi anche 32M10, 53C30, 57T15]
- 14M20 varietà razionali ed unirazionali
- 14M22 varietà razionalmente connesse
- 14M25 varietà toriche, poliedri di Newton [vedi anche 52B20]
- 14M27 compattificazioni: varietà simmetriche e sferiche
- 14M30 supervarietà [vedi anche 32C11, 58A50]
- 14M99 argomenti diversi dai precedenti, ma in questa sezione

## 14Nxx
geometria proiettiva ed enumerativa
[vedi anche 51-XX]
- 14N05 tecniche proiettive [vedi anche 51N35]
- 14N10 problemi enumerativi (problemi combinatorici)
- 14N15 problemi classici, calcolo di Schubert
- 14N20 configurazioni di sottospazi lineari
- 14N25 varietà di grado basso
- 14N30 problemi di aggiunzione
- 14N35 invarianti di Gromov-Witten, coomologia quantistica [vedi anche 53D45]
- 14N99 argomenti diversi dai precedenti, ma in questa sezione

## 14Pxx
geometria algebrica reale e geometria analitica reale
- 14P05 insiemi algebrici reali [vedi anche 12Dxx]
- 14P10 insiemi semialgebrici e spazi collegati
- 14P15 insiemi analitici reali e semianalitici reali [vedi anche 32B20, 32C05]
- 14P20 funzioni di Nash e varietà di Nash [vedi anche 32C07, 58A07]
- 14P25 topologia delle varietà algebriche reali
- 14P99 argomenti diversi dai precedenti, ma in questa sezione

## 14Qxx
aspetti computazionali della geometria algebrica
[vedi anche 12Y05, 13Pxx, 68W30]
- 14Q05 curve
- 14Q10 superfici, ipersuperfici
- 14Q15 varietà di dimensione elevata
- 14Q20 effettività
- 14Q99 argomenti diversi dai precedenti, ma in questa sezione

## 14Rxx
geometria affine
- 14R05 classificazione delle varietà affini
- 14R10 spazi affini (automorfismi, immersioni, strutture esotiche, problema della cancellazione)
- 14R15 problema dello jacobiano?
- 14R20 azioni di gruppo sulle varietà affini [vedi anche 13A50, 14L30]
- 14R25 fibrazioni affini [vedi anche 14D06]
- 14R99 argomenti diversi dai precedenti, ma in questa sezione

## 14Txx
geometria tropica [vedi anche 12K10, 14M25, 14N10, 52B20]
- 14T05 geometria tropica [vedi anche 12K10, 14M25, 14N10, 52B20]
- 14T99 argomenti diversi dal precedente, ma in questa sezione